# April Showers (film, 1923)
Pour les articles homonymes, voir April Showers.
Pour plus de détails, voir Fiche technique et Distribution.
April Showers est un film américain réalisé par Tom Forman et sorti en 1923.

## Fiche technique
- Réalisation : Tom Forman
- Scénario : Hope Loring, Louis D. Lighton
- Producteur : B. P. Schulberg
- Photographie : Harry Perry
- Musique : Louis Silvers
- Durée : 6 bobines[1]
- Date de sortie: 
  - États-Unis : 21 octobre 1923

## Distribution
- Colleen Moore : Maggie Muldoon
- Kenneth Harlan : Danny O'Rourke
- Ruth Clifford : Miriam Welton

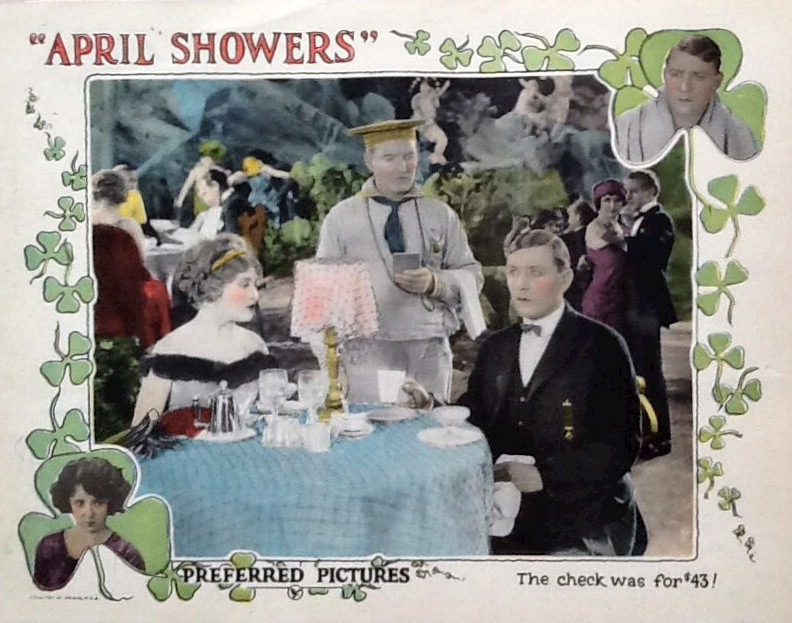
Carte promotionnelle du film

- Priscilla Bonner : Shannon O'Rourke
- Myrtle Vane : Mrs. O'Rourke
- James Corrigan : Matt Gallagher
- Tom McGuire : Lieutenant Muldoon